# Grand Prix van Zandvoort 1949
De Grand Prix van Zandvoort 1949 was een autorace die werd gehouden op 31 juli 1949 op het Circuit Park Zandvoort in Zandvoort.
De race had twee heats van 25 rondes en een finalerace van 40 rondes.

## Uitslagen

### Heat 1
| Pos. | Nr. | Coureur         | Constructeur | Rondes | Tijd / Oorzaak uitval | Grid |
| ---- | --- | --------------- | ------------ | ------ | --------------------- | ---- |
| 1    | 1   | Luigi Villoresi | Ferrari      | 25     | 51:29.2               | 2    |
| 2    | 2   | Giuseppe Farina | Maserati     | 25     | +20.6                 | 1    |
| 3    | 3   | Prince Bira     | Maserati     | 25     | +1:11.7               | 5    |
| 4    | 9   | Louis Rosier    | Talbot-Lago  | 39     | +1:33.8               | 4    |
| 5    | 5   | Cuth Harrison   | ERA          | 24     | +1 ronde              | 3    |
| 6    | 4   | Jock Horsfall   | ERA          | 24     | +1 ronde              | 7    |
| 7    | 6   | Johnny Claes    | Talbot-Lago  | ?      |                       | 6    |
| 8    | 7   | David Hampshire | ERA          | ?      |                       | 8    |

### Heat 2
| Pos. | Nr. | Coureur                 | Constructeur  | Rondes | Tijd / Oorzaak uitval | Grid |
| ---- | --- | ----------------------- | ------------- | ------ | --------------------- | ---- |
| 1    | 15  | Reg Parnell             | Maserati      | 25     | 52:30.2               | 3    |
| 2    | 14  | Alberto Ascari          | Ferrari       | 25     | +10.7                 | 1    |
| 3    | 16  | Emmanuel de Graffenried | Maserati      | 25     | +10.9                 | 4    |
| 4    | 21  | Philippe Étancelin      | Talbot-Lago   | 25     | +1:11.2               | 2    |
| 5    | 17  | Bob Gerard              | ERA           | 24     | +1 ronde              | 6    |
| 6    | 20  | Geoffrey Crossley       | Alta          | 22     | +3 rondes *           | 8    |
| DNF  | 19  | Raymond Sommer          | Simca Gordini | ?      | Gas                   | 7    |
| DNF  | 18  | Peter Whitehead         | Ferrari       | ?      | Magneto generator     | 5    |

* Geoffrey Crossley stond zijn wagen voor de finale af aan George Abecassis.

### Finale
| Pos. | Nr. | Coureur                 | Constructeur  | Rondes | Tijd / Oorzaak uitval | Grid |
| ---- | --- | ----------------------- | ------------- | ------ | --------------------- | ---- |
| 1    | 1   | Luigi Villoresi         | Ferrari       | 40     | 1:21:06.9             | 1    |
| 2    | 16  | Emmanuel de Graffenried | Maserati      | 40     | +30.3                 |      |
| 3    | 3   | Prince Bira             | Maserati      | 40     | +41.9                 |      |
| 4    | 2   | Giuseppe Farina         | Maserati      | 40     | +1:23.7               |      |
| 5    | 21  | Philippe Étancelin      | Talbot-Lago   | 40     | +1:52.7               |      |
| 6    | 15  | Reg Parnell             | Maserati      | 40     | +2:00.2               | 2/3  |
| 7    | 17  | Bob Gerard              | ERA           | 39     | +1 ronde              |      |
| 8    | 9   | Louis Rosier            | Talbot-Lago   | 39     | +1 ronde              |      |
| 9    | 6   | Johnny Claes            | Talbot-Lago   | 38     | +2 rondes             |      |
| 10   | 7   | David Hampshire         | ERA           | 35     | +5 rondes             |      |
| DNF  | 14  | Alberto Ascari          | Ferrari       | 34     | Wiel verloren         | 2/3  |
| DNF  | 5   | Cuth Harrison           | ERA           | 26     | Mechanisch            |      |
| DNF  | 20  | George Abecassis        | Alta          | 24     | Oververhit            |      |
| DNS  | 4   | Jock Horsfall           | ERA           |        | Motor                 |      |
| DNQ  | 19  | Raymond Sommer          | Simca Gordini |        | DNF Heat 2            |      |
| DNQ  | 18  | Peter Whitehead         | Ferrari       |        | DNF Heat 2            |      |

1894 · 1895 · 1896 · 1897 · 1898 · 1899 · 1900 · 1901 · 1902 · 1903 · 1904 · 1905 · 1906 · 1907 · 1908 · 1909 · 1910 · 1911 · 1912 · 1913 · 1914 · 1915 · 1916 · Eerste Wereldoorlog · 1919 · 1920 · 1921 · 1922 · 1923 · 1924 · 1925 · 1926 · 1927 · 1928 · 1929 · 1930 · 1931 · 1932 · 1933 · 1934 · 1935 · 1936 · 1937 · 1938 · 1939 · 1940-1945 (Tweede Wereldoorlog) · 1946 · 1947 · 1948 · 1949 
 Lijst van Grand Prix-wedstrijden voor 1950
1948 · 1949 · 1950 · 1951 · 1952 · 1953 · 1955 · 1958 · 1959 · 1960 · 1961 · 1962 · 1963 · 1964 · 1965 · 1966 · 1967 · 1968 · 1969 · 1970 · 1971 · 1973 · 1974 · 1975 · 1976 · 1977 · 1978 · 1979 · 1980 · 1981 · 1982 · 1983 · 1984 · 1985 · 2020 · 2021 · 2022 · 2023 · 2024 · 2025  · 2026